# قرة لر (كلخوران)
قرة لر (بالفارسية: قره‌لر) هي قرية تقع في إيران في أردبيل. يقدر عدد سكانها بـ 792 نسمة .